# Santos M. Ruesga
Santos Miguel Ruesga Benito (Burgos, 1953) es catedrático de Economía Aplicada en la Universidad Autónoma de Madrid.
Doctor en Ciencias Económicas por la Universidad Autónoma de Madrid, ha impartido docencia en numerosas universidades y centros académicos españoles, como la Universidad de California, la Universidad Nacional Autónoma de México, la Universidad de Stanford, la Universidad de Lima o la Universidad Erasmo de Róterdam. También ha sido consultor de diversas instituciones españolas e internacionales como la Comisión Europea o el Banco Mundial en las especialidades de economía laboral, economía sumergida y economía latinoamericana. Entre sus libros se encuentran Economía y trabajo (1992), Los españoles ante la economía sumergida (1997), Institutions and regional labour markets in Europe (1998), Economía del trabajo y política laboral (2002), El empleo en un mundo globalizado (2004) y Análisis económico de la negociación colectiva (2008).
Entre los diversos cargos que ha ostentado, entre 2000 y 2008 fue el representante institucional del Ministerio de Educación en Alto Consejo del Instituto Universitario Europeo y fue también vicerrector de Relaciones Institucionales de la Universidad Internacional Menéndez Pelayo. Ha sido miembro de la Comisión de Expertos para el Diálogo Social en España y consejero del Consejo Económico y Social entre 2000 y 2007. En la actualidad es miembro del Consejo de Administración de la Corporación de Radio y Televisión Española.